# George Klein
George Klein (Budapeste, 28 de julho de 1925 – 10 de dezembro de 2016) foi um biólogo húngaro-sueco especializado em pesquisas sobre o câncer.